# Simon Fourcade
Simon Fourcade (Perpignan, 25 april 1984) is een Franse biatleet. Hij vertegenwoordigde zijn vaderland op de Olympische Winterspelen 2006 in Turijn, de Olympische Winterspelen 2010 in Vancouver en de Olympische Winterspelen 2014 in Sotsji. Hij is de oudere broer van biatleet Martin Fourcade.

## Carrière
Fourcade maakte zijn wereldbekerdebuut op 11 maart 2004 in Oslo, twee dagen later scoorde hij in Oslo zijn eerste wereldbekerpunten. Zijn eerste toptienklassering in een wereldbekerwedstrijd behaalde hij tijdens de wereldkampioenschappen biatlon van 2007 in Antholz. In maart 2007 stond de Fransman in Lahti voor de eerste maal in zijn carrière op het podium van een wereldbekerwedstrijd. Tijdens de 2011/2012 was hij de beste in het eindklassement van de wereldbeker van de 20 kilometer individueel.
Fourcade nam in zijn carrière acht keer deel aan de wereldkampioenschappen biatlon. Op de wereldkampioenschappen biatlon 2012 in Ruhpolding behaalde hij zijn enige individuele medaille, zilver op de 20 kilometer individueel. Op datzelfde toernooi veroverde hij samen met Jean-Guillaume Béatrix, Alexis Bœuf en Martin Fourcade de zilveren medaille op de 4x7,5 kilometer estafette. Tijdens de wereldkampioenschappen biatlon 2009 in Pyeongchang werd hij samen met Marie-Laure Brunet, Sylvie Becaert en Vincent Defrasne wereldkampioen op de gemengde estafette. Op de wereldkampioenschappen biatlon 2013 behaalde hij samen met Jean-Guillaume Béatrix, Alexis Bœuf en zijn broer Martin de zilveren medaille op de estafette. In 2015 behaalde hij samen met Jean-Guillaume Béatrix, Quentin Fillon Maillet en Martin Fourcade de bronzen medaille op de estafette.
In zijn carrière nam Fourcade drie keer deel aan de Olympische Winterspelen. Op de Olympische Winterspelen van 2006 in Turijn eindigde de Fransman als eenendertigste op de 20 kilometer individueel. Tijdens de Olympische Winterspelen van 2010 in Vancouver was Fourcade's beste individuele resultaat de veertiende plaats op de 15 kilometer massastart, op de 4x7,5 kilometer estafette eindigde hij samen met Vincent Jay, Vincent Defrasne en Martin Fourcade op de zesde plaats. In Sotsji in 2014 eindigde Fourcade op de 13e plaats op de 20 km indididueel en 18e op de 12,5 km achtervolging.

## Resultaten

### Olympische Winterspelen
| Jaar | Plaats      | Onderdeel   | Onderdeel | Onderdeel     | Onderdeel  | Onderdeel | Onderdeel          |
| Jaar | Plaats      | Individueel | Sprint    | Achtervolging | Massastart | Estafette | Gemengde estafette |
| ---- | ----------- | ----------- | --------- | ------------- | ---------- | --------- | ------------------ |
| 2006 | Turijn      | 31e         | –         | –             | –          | –         |                    |
| 2010 | Vancouver   | 40e         | 71e       | –             | 14e        | 6e        |                    |
| 2014 | Sotsji      | 13e         | 36e       | 18e           | DNF        | –         | –                  |
| 2018 | Pyeongchang | –           | –         | –             | –          | –         | –                  |

### Wereldkampioenschappen
| Jaar | Plaats            | Onderdeel                               | Onderdeel                               | Onderdeel                               | Onderdeel                               | Onderdeel                               | Onderdeel          | Onderdeel                 |
| Jaar | Plaats            | Individueel                             | Sprint                                  | Achtervolging                           | Massastart                              | Estafette                               | Gemengde estafette | Single gemengde estafette |
| ---- | ----------------- | --------------------------------------- | --------------------------------------- | --------------------------------------- | --------------------------------------- | --------------------------------------- | ------------------ | ------------------------- |
| 2006 | Pokljuka          | Niet gehouden vanwege Olympische Spelen | Niet gehouden vanwege Olympische Spelen | Niet gehouden vanwege Olympische Spelen | Niet gehouden vanwege Olympische Spelen | Niet gehouden vanwege Olympische Spelen | 11e                |                           |
| 2007 | Antholz           | 8e                                      | 37e                                     | 25e                                     | 8e                                      | 10e                                     | –                  |                           |
| 2008 | Östersund         | 4e                                      | 20e                                     | 6e                                      | 27e                                     | 5e                                      | –                  |                           |
| 2009 | Pyeongchang       | 4e                                      | 6e                                      | 10e                                     | 9e                                      | 4e                                      | Goud               |                           |
| 2010 | Chanty-Mansiejsk  | Niet gehouden vanwege Olympische Spelen | Niet gehouden vanwege Olympische Spelen | Niet gehouden vanwege Olympische Spelen | Niet gehouden vanwege Olympische Spelen | Niet gehouden vanwege Olympische Spelen | 5e                 |                           |
| 2011 | Chanty-Mansiejsk  | 39e                                     | 13e                                     | 6e                                      | 15e                                     | 12e                                     | –                  |                           |
| 2012 | Ruhpolding        | Zilver                                  | 5e                                      | 6e                                      | 5e                                      | Zilver                                  | 11e                |                           |
| 2013 | Nové Město        | 6e                                      | 34e                                     | 23e                                     | 9e                                      | Brons                                   | –                  |                           |
| 2015 | Kontiolahti       | 4e                                      | 4e                                      | 10e                                     | 9e                                      | Brons                                   | –                  |                           |
| 2016 | Oslo Holmenkollen | 10e                                     | 53e                                     | 40e                                     | –                                       | 9e                                      | –                  |                           |
| 2017 | Hochfilzen        | –                                       | 85e                                     | –                                       | –                                       | –                                       | –                  |                           |
| 2019 | Östersund         | 19e                                     | –                                       | –                                       | –                                       | –                                       | –                  | –                         |

### Wereldkampioenschappen junioren
| Jaar | Plaats          | Onderdeel   | Onderdeel | Onderdeel     | Onderdeel |
| Jaar | Plaats          | Individueel | Sprint    | Achtervolging | Estafette |
| ---- | --------------- | ----------- | --------- | ------------- | --------- |
| 2002 | Ratschings      | –           | –         | –             | 8e        |
| 2003 | Kościelisko     | –           | –         | –             | –         |
| 2004 | Haute Maurienne | Zilver      | Goud      | Goud          | 4e        |
| 2005 | Kontiolahti     | 40e         | Zilver    | Goud          | Zilver    |

### Wereldbeker
Eindklasseringen
| Seizoen   | Algemeen | Individueel | Sprint | Achtervolging | Massastart |
| --------- | -------- | ----------- | ------ | ------------- | ---------- |
| 2003/2004 | 79e      | –           | –      | 65e           | –          |
| 2005/2006 | 49e      | –           | 46e    | 39e           | 42e        |
| 2006/2007 | 23e      | 8e          | 34e    | 23e           | 24e        |
| 2007/2008 | 17e      | 6e          | 23e    | 16e           | 22e        |
| 2008/2009 | 15e      | 29e         | 14e    | 14e           | 12e        |
| 2009/2010 | 7e       | 13e         | 9e     | 11e           | 9e         |
| 2010/2011 | 30e      | 23e         | 39e    | 16e           | 43e        |
| 2011/2012 | 5e       | Goud        | 10e    | 10e           | 6e         |
| 2012/2013 | 27e      | 28e         | 32e    | 23e           | 24e        |
| 2013/2014 | 39e      | 6e          | 51e    | 34e           | –          |
| 2014/2015 | 11e      | 6e          | 16e    | 11e           | 12e        |
| 2015/2016 | 27e      | 13e         | 35e    | 31e           | 19e        |
| 2016/2017 | 38e      | 23e         | 44e    | 35e           | –          |
| 2017/2018 | 42e      | 42e         | 48e    | 40e           | 36e        |
| 2018/2019 | 37e      | 14e         | 46e    | 33e           | –          |